# Montaren-et-Saint-Médiers
Montaren-et-Saint-Médiers là một xã trong tỉnh Gard thuộc vùng Occitanie, phía nam nước Pháp. Xã Montaren-et-Saint-Médiers nằm ở khu vực có độ cao trung bình 103 mét trên mực nước biển.